# Helianthemum mansanetianum
Helianthemum mansanetianum är en solvändeväxtart. Helianthemum mansanetianum ingår i släktet solvändor, och familjen solvändeväxter.

## Underarter
Arten delas in i följande underarter:
- H. m. ayorense
- H. m. mansanetianum